# Fußball-Verbandspokal 2017/18
Über den Fußball-Verbandspokal 2017/18 wurden die Teilnehmer der 21 Landesverbände des DFB am DFB-Pokal 2018/19 ermittelt. Die Sieger der Verbandspokale waren zur Teilnahme an der ersten Runde des DFB-Pokals berechtigt. Die drei Landesverbände mit den meisten Herrenmannschaften im Spielbetrieb – Bayern, Niedersachsen und Westfalen – entsandten zusätzlich einen zweiten Teilnehmer. Somit qualifizierten sich 24 Amateurvereine für den nationalen Pokalwettbewerb, davon 22 über die Verbandspokale. Die zweiten Mannschaften der Profivereine (1. und 2. Bundesliga) durften nicht am DFB-Pokal teilnehmen.
In Niedersachsen qualifizierte sich zusätzlich zum Pokalsieger der unterlegene Pokalfinalist zum DFB-Pokal, in Bayern qualifizierte sich die beste Mannschaft der Regionalliga-Saison 2017/18 – sofern es sich nicht um die zweite Mannschaft eines Profiklubs handelte – zusätzlich zum Sieger des Verbandspokals für die erste Hauptrunde des DFB-Pokals, in Westfalen war dies, mit derselben Einschränkung wie in Bayern, die siegreiche Mannschaft des Qualifikationsspieles zwischen dem Meister der Oberliga Westfalen 2017/18 und der besten westfälischen Mannschaft der Regionalliga West 2017/18.
Die Endspiele der Landespokale 2017/18 wurden am Montag, den 21. Mai 2018 (Pfingstmontag) erneut am sogenannten „Finaltag der Amateure“ ausgetragen. Die ARD übertrug alle Finalspiele live in drei aufeinanderfolgenden Konferenzen.

## Endspiele
Die Tabelle gibt eine Übersicht über die Verbandspokal-Endspiele der Saison 2017/18. Die Mannschaften, die sich für den DFB-Pokal qualifiziert haben, sind fett dargestellt.
| Verband                | Pokal                                                                      | Austragungsort     | Stadion                         | 1. Finalist                  | Ergebnis                         | 2. Finalist                     |
| ---------------------- | -------------------------------------------------------------------------- | ------------------ | ------------------------------- | ---------------------------- | -------------------------------- | ------------------------------- |
| Baden 2                | bfv-Rothaus-Pokal                                                          | Nöttingen          | Panoramastadion                 | 1. CfR Pforzheim (OL)        | 1:1 n. V. (1:1, 0:1) (4:5 i. E.) | Karlsruher SC (3L) 3            |
| Bayern 1               | Bayerischer Toto-Pokal (2017/18)                                           | Bayreuth           | Hans-Walter-Wild-Stadion        | SpVgg Bayreuth (RL)          | 1:3 (1:2)                        | 1. FC Schweinfurt 05 (RL)       |
| Berlin                 | Berliner Pilsner-Pokal                                                     | Berlin             | Friedrich-Ludwig-Jahn-Sportpark | BFC Dynamo (RL)              | 2:1 (1:0)                        | Berliner Sport-Club (VL)        |
| Brandenburg            | AOK-Landespokal Brandenburg (2017/18)                                      | Potsdam            | Karl-Liebknecht-Stadion         | SV Babelsberg 03 (RL)        | 0:1 (0:0)                        | Energie Cottbus (RL)            |
| Bremen                 | Lotto-Pokal                                                                | Bremen             | Stadion Obervieland             | Blumenthaler SV (OL)         | 0:3 (0:1)                        | BSC Hastedt (OL)                |
| Hamburg                | ODDSET-Pokal                                                               | Hamburg            | Stadion Hoheluft (Kunstrasen)   | Niendorfer TSV (OL)          | 0:2 (0:0)                        | TuS Dassendorf (OL)             |
| Hessen                 | Krombacher Hessenpokal (2017/18)                                           | Stadtallendorf     | Herrenwaldstadion               | TSV Steinbach (RL)           | 2:0 (0:0)                        | KSV Hessen Kassel (RL)          |
| Mecklenburg-Vorpommern | Lübzer Pils Cup                                                            | Neustrelitz        | Parkstadion                     | FC Mecklenburg Schwerin (OL) | 1:2 (0:1)                        | Hansa Rostock (3L)              |
| Mittelrhein            | Bitburger-Pokal (2017/18)                                                  | Bonn               | Sportpark Nord                  | Alemannia Aachen (RL)        | 0:2 n. V. (0:0, 0:0)             | FC Viktoria Köln (RL)           |
| Niederrhein            | DerWesten.de-Niederrheinpokal                                              | Oberhausen         | Stadion Niederrhein             | Rot-Weiß Oberhausen (RL)     | 2:1 (1:0)                        | Rot-Weiss Essen (RL)            |
| Niedersachsen 1        | Krombacher Niedersachsenpokal (2017/18)                                    | Drochtersen        | Kehdinger Stadion               | SV Drochtersen/Assel (RL)    | 5:1 (2:1)                        | SSV Jeddeloh (RL)               |
| Rheinland              | Bitburger-Rheinlandpokal (2017/18)                                         | Koblenz            | Stadion Oberwerth               | TuS Koblenz (RL)             | 0:1 (0:0)                        | TuS Rot-Weiß Koblenz (OL)       |
| Saarland               | Sparkassenpokal Saar (2017/18)                                             | Spiesen-Elversberg | Waldstadion Kaiserlinde         | SV Elversberg (RL)           | 1:0 (0:0)                        | 1. FC Saarbrücken (RL)          |
| Sachsen                | Wernesgrüner-Pokal (2017/18)                                               | Leipzig            | Alfred-Kunze-Sportpark          | BSG Chemie Leipzig (RL)      | 1:0 (1:0)                        | FC Oberlausitz Neugersdorf (RL) |
| Sachsen-Anhalt 2       | Sachsen-Anhalt-Pokal                                                       | Magdeburg          | Heinrich-Germer-Stadion         | 1. FC Lok Stendal (OL)       | 0:1 (0:1)                        | 1. FC Magdeburg (3L)            |
| Schleswig-Holstein     | SHFV-Lotto-Pokal (2017/18)                                                 | Flensburg          | Manfred-Werner-Stadion          | Husumer SV (VL)              | 0:3 (0:1)                        | SC Weiche Flensburg 08 (RL)     |
| Südbaden               | SBFV-Rothaus-Pokal                                                         | Lahr               | Stadion Dammenmühle             | FC 08 Villingen (OL)         | 1:2 (0:0)                        | SV Linx (VL)                    |
| Südwest                | Bitburger-Verbandspokal (2017/18)                                          | Worms              | EWR-Arena                       | Wormatia Worms (RL)          | 3:1 n. V. (1:1, 1:0)             | SV Alemannia Waldalgesheim (VL) |
| Thüringen              | Köstritzer Pokal – Thüringen                                               | Erfurt             | Steigerwaldstadion              | BSG Wismut Gera (OL)         | 0:5 (0:2)                        | FC Carl Zeiss Jena (3L)         |
| Westfalen 1 2          | Krombacher-Pokal (2017/18)                                                 | Erndtebrück        | Pulverwaldstadion               | TuS Erndtebrück (RL)         | 2:4 (0:4)                        | SC Paderborn 07 (3L)            |
| Westfalen 1 2          | Qualifikationsspiel Meister Oberliga Westfalen – Meister Regionalliga West | Lippstadt          | Stadion am Bruchbaum            | SV Lippstadt 08 (OL)         | 1:3 (0:3)                        | SV Rödinghausen (RL)            |
| Württemberg            | DB Regio-wfv-Pokal (2017/18)                                               | Stuttgart          | Gazi-Stadion                    | TSV Ilshofen (VL)            | 0:3 (0:3)                        | SSV Ulm 1846 (RL)               |

| Spielklassenzuordnung der gleichen Saison | Spielklassenzuordnung der gleichen Saison |
| ----------------------------------------- | ----------------------------------------- |
| (3L)                                      | 3. Liga                                   |
| (RL)                                      | Regionalliga (4. Liga)                    |
| (OL)                                      | Oberliga (5. Liga)                        |
| (VL)                                      | Verbandsliga (6. Liga)                    |